# مشبک‌کاری

تصاویری از دستگاه‌های مختلف مشبک‌کننده

مشبک‌کننده جت به عنوان قوی‌ترین ابزار مشبک کاری

مشبک کاری (به انگلیسی: Perforation) فرایندی در حفاری است، که جهت سوراخ کردن لوله جداری برای عبور جریان سیال، از مخزن نفتی به درون ستون چاه مورد استفاده قرار می‌گیرد. این عمل معمولاً به وسیلهٔ تفنگ‌های مخصوص انجام می‌گیرد. روش کار به این صورت است که گلوله‌هایی روی این تفنگ‌ها قرار گرفته و پس از راندن تفنگ به درون چاه و قرارگیری در محل مورد نظر با شوک الکتریکی که از سر چاه اعمال می‌شود، گلوله شلیک و باعث ایجاد سوراخ در کیسینگ شده و جریان به درون چاه وارد می‌شود.

## انواع مشبک‌ها
۱. گلولهٔ مشبک‌کننده
۲. جت مشبک‌کننده
۳. تفنگ BEAR GUN با قابلیت حمل یک گلوله
۴. مشبک کاری با لیزر

### گلولهٔ مشبک‌کننده
به این صورت عمل می‌کند که چندین گلوله روی یک تفنگ مخصوص که شبیه به لوله است بسته شده و با رسیدن به عمق مورد نظر با شوک الکتریکی که از روی چاه اعمال می‌شود، یک،دو یا همهٔ آن‌ها شلیک می‌شوند.

### جت مشبک‌کننده
شامل بسته‌ای پر از باروت است که پس از انفجار باعث پارگی دیوارهٔ فلزی چاه شده و عبور جریان را میسر می‌سازد.

### تفنگ BEAR GUN
این وسیله جهت سازندهای خیلی محکم و آهکی مورد استفاده قرار می‌گیرد. طرز کار آن مشابه گلولهٔ مشبک‌کننده است با این تفاوت که قادر به حمل یک گلوله و مقدار زیادی مواد منفجره می‌باشد و قدرت بسیار بیشتری نسبت به همتای اول خود دارد.

### مشبک کاری با لیزر
این عملیات کاملاً جدید بوده و شرکت‌های کمی در دنیا فناوری آن را در اختیار دارند. طرز کار کلی آن استفاده از امواج قدرتمند لیزر جهت سوراخ کردن لولهٔ جداری چاه بوده. این عملیات بسیار پر هزینه است اما راندمان بالاتری دارد.

## طرز عمل
بدیهیست که عمل بایستی درون چاه و در مجاورت لایهٔ مورد نظر صورت گیرد؛ لذا مشبک‌کننده را با وسایل مخصوص به داخل چاه می‌فرستند. فشنگ‌ها در محفظه‌های مخصوصی که در روی میله حامل آن‌ها موجود است تعبیه شده و به انتهای آن‌ها سیمی محتوی نوعی باروت نیز متصل می‌شود. معمولی‌ترین نوع مشبک این است که گلوله‌ها یک در میان و با زاویهٔ ۱۸۰ درجه نسبت به هم قرار گیرند. تعداد شبکه‌ها در واحد طول به موقعیت لایه‌ها و سیال مورد نظر بستگی دارد؛ و معمولاً ۴ شبکه در فوت مورد استفاده قرار می‌گید. این مقدار در چاه‌های گازی ممکن است به ۲ شبکه در فوت نیز برسد.

## فاکتورهای مؤثر
۱. مشخصات و موقعیت سنگ مخزن
۲. فاصلهٔ قرار گرفتن فشنگ نسبت به دیوارهٔ فلزی
۳. شکل داخلی چاه و جنس دیوارهٔ فلزی
۴. نوع و اندازهٔ فشنگ مورد استفاده
۵. مقدار باروت مصرفی

## پس از مشبک کاری
پس از مشبک کاری می‌بایستی مواد زائدی که در لوله ایجاد شده از چاه خارج شوند. به این صورت که موادی را که قابل بازیافت بوده با سیمهای مخصوصی بالا کشیده و آنهایی را که قابل بازیافت نیستند را با استفاده از مته حفاری خرد کرده حفاری می‌کنند.